# The Elusive Samurai
The Elusive Samurai (jap. 逃げ上手の若君 Nige jōzu no wakagimi) – manga autorstwa Yūseia Matsuia, publikowana w magazynie „Shūkan Shōnen Jump” wydawnictwa Shūeisha od stycznia 2021. Na jej podstawie studio CloverWorks wyprodukowało serial anime, który był emitowany od lipca do września 2024. Zapowiedziano powstanie drugiego sezonu.
W 2024 roku seria zdobyła nagrodę Shōgakukan Manga.

## Fabuła
Akcja rozgrywa się pomiędzy okresami Kamakura i Muromachi, podczas restauracji Kenmu. Historia opowiada o Tokiyukim Hōjō, chłopcu uciekającym po tym, jak jego rodzina została obalona przez Takaujiego Ashikagę. Dzięki pomocy sojuszników, w tym podejrzanego kapłana i jego zwolenników, młody lord próbuje się zemścić, aby odzyskać chwałę dzięki swojej jedynej broni, a mianowicie nadludzkiej zdolności ucieczki i ukrywania się, dzięki której udaje mu się wymykać wrogom.

## Bohaterowie
- Tokiyuki Hōjō (jap. 北条 時行 Hōjō Tokiyuki)

Seiyū: Asaki Yuikawa 
- Yorishige Suwa (jap. 諏訪 頼重 Suwa Yorishige)

Seiyū: Yūichi Nakamura 
- Shizuku (jap. 雫)

Seiyū: Hinaki Yano 
- Kojirō (jap. 弧次郎)

Seiyū: Mari Hino 
- Ayako (jap. 亜也子)

Seiyū: Sayumi Suzushiro 
- Genba Kazama (jap. 風間 玄蕃 Kazama Genba)

Seiyū: Aoi Yūki 
- Fubuki (jap. 吹雪)

Seiyū: Kikunosuke Toya 
- Takauji Ashikaga (jap. 足利 高氏 Ashikaga Takauji)

Seiyū: Katsuyuki Konishi 

## Manga
Pierwszy rozdział mangi został opublikowany 25 stycznia 2021 w magazynie „Shūkan Shōnen Jump”. Następnie wydawnictwo Shūeisha rozpoczęło zbieranie rozdziałów do wydań w formacie tankōbon, których pierwszy tom ukazał się 2 lipca tego samego roku. Według stanu na 4 lipca 2025, do tej pory wydano 21 tomów.
| Nr | Data wydania (język japoński) | ISBN (język japoński)  |
| -- | ----------------------------- | ---------------------- |
| 1  | 2 lipca 2021                  | ISBN 978-4-08-882710-0 |
| 2  | 4 sierpnia 2021               | ISBN 978-4-08-882734-6 |
| 3  | 4 listopada 2021              | ISBN 978-4-08-882793-3 |
| 4  | 4 stycznia 2022               | ISBN 978-4-08-883010-0 |
| 5  | 4 kwietnia 2022               | ISBN 978-4-08-883073-5 |
| 6  | 3 czerwca 2022                | ISBN 978-4-08-883184-8 |
| 7  | 4 sierpnia 2022               | ISBN 978-4-08-883198-5 |
| 8  | 4 listopada 2022              | ISBN 978-4-08-883291-3 |
| 9  | 4 stycznia 2023               | ISBN 978-4-08-883423-8 |
| 10 | 4 kwietnia 2023               | ISBN 978-4-08-883438-2 |
| 11 | 2 czerwca 2023                | ISBN 978-4-08-883561-7 |
| 12 | 4 września 2023               | ISBN 978-4-08-883635-5 |
| 13 | 2 listopada 2023              | ISBN 978-4-08-883693-5 |
| 14 | 2 lutego 2024                 | ISBN 978-4-08-883823-6 |
| 15 | 4 kwietnia 2024               | ISBN 978-4-08-883883-0 |
| 16 | 4 lipca 2024                  | ISBN 978-4-08-884111-3 |
| 16 | 4 lipca 2024                  | ISBN 978-4-08-884111-3 |
| 17 | 4 września 2024               | ISBN 978-4-08-884168-7 |
| 18 | 4 grudnia 2024                | ISBN 978-4-08-884285-1 |
| 19 | 4 lutego 2025                 | ISBN 978-4-08-884395-7 |
| 20 | 2 maja 2025                   | ISBN 978-4-08-884514-2 |
| 21 | 4 lipca 2025                  | ISBN 978-4-08-884569-2 |

## Anime
Adaptacja w formie telewizyjnego serialu anime została ogłoszona w marcu 2023. Została ona wyprodukowana przez studio CloverWorks i wyreżyserowana przez Yutę Yamazakiego, wraz z Yusuke Kawakamim jako asystentem reżysera. Scenariusz napisała Yoriko Tomitę, projektami postaci zajął się Yasushi Nishiya, a muzykę skomponowali Gembi i Akiyuki Tateyama. Seria była emitowana od 6 lipca  do 28 września 2024 w Tokyo MX, BS11, GYT, GTV i 26 innych stacjach. Motywem otwierającym jest „Plan A” (jap. プラン A Puran A) autorstwa Dish, natomiast końcowym „Kamakura Style” (jap. 鎌倉 STYLE Kamakura sutairu) autorstwa Botchi Boromaru. Prawa do streamingu serii nabył Crunchyroll.
6 października 2024 zapowiedziano powstanie drugiego sezonu.

### Lista odcinków
| №   | Tytuł | Premiera         |
| --- | --- | ---------------- |
| 1   | May 22nd Gogatsu nijū-ni nichi (5月22日) | 6 lipca 2024     |
| 2   | The Gentle Uncle Yasashī ojisan (やさしいおじさん)                                                                                                | 13 lipca 2024    |
| 3   | A Forest Inhabited by a God Kami no sumu mori (神の住む森)                                                                                        | 20 lipca 2024    |
| 4   | Sadamune Appears! Sadamune tōjō! (貞宗登場!) | 27 lipca 2024    |
| 5   | Settling the Score! A Dog-Shooting Competition and then… Ketchaku! Inuōmono, soshite… (決着!犬追物、そして⋯)                                      | 3 sierpnia 2024  |
| 6   | Steal the Imperial Command from Ogasawara’s Residence at Night Nusume rinji, ogasawara-kan no yoru (盗め綸旨、小笠原館の夜)                       | 10 sierpnia 2024 |
| 7   | Children in Winter Fuyu no kodomotachi (冬の子供たち)                                                                                             | 17 sierpnia 2024 |
| 8   | A War of Hide and Seek Kakurenbo sensō (かくれんぼ戦争)                                                                                           | 24 sierpnia 2024 |
| 9   | My Buddha Watashi no Hotoke-sama (わたしの仏様)                                                                                                   | 31 sierpnia 2024 |
| 9,5 | History Rekishi (歴史) | 7 września 2024  |
| 10  | A Perverted Kid and Disturbances of Holy Power Hentai chigo to shinriki sōdō (変態稚児と神力騒動)                                                 | 14 września 2024 |
| 11  | Samurais Who Are Eager to Die and an Elusive Samurai Shinitagari to nige jōzu (死にたがりと逃げ上手)                                              | 21 września 2024 |
| 12  | Hang in There, Tokiyuki, Until the Day You Retake Kamakura Ganbare Tokiyuki, Kamakura dakkan no sono hi made (がんばれ時行、鎌倉奪還のその日まで) | 28 września 2024 |

## Odbiór
W maju 2022 manga miała ponad 1 milion egzemplarzy w obiegu; ponad 1,5 miliona egzemplarzy w kwietniu 2023; i ponad 2 miliony egzemplarzy w marcu 2024.
W czerwcu 2021 seria była nominowana do 7. nagrody Next Manga Award w kategorii manga drukowana, zajmując 6. miejsce spośród 50 nominowanych. W 2022 roku uplasowała się na 8. miejscu na liście polecanych komiksów przez ogólnonarodowych pracowników księgarń. Wraz z Frieren. U kresu drogi, Sūji de asobo i Trillion Game, manga The Elusive Samurai zdobyła 69. nagrodę Shōgakukan Manga w 2024 roku.